# 吴延福
吴延福（?—?），吴越国官员，吴越忠懿王钱俶的舅舅，时任同参相府事。
吴延福是中直指挥使吴珂的儿子。姐妹吴汉月是吴越文穆王钱元瓘的妾室。吴汉月所生的钱俶，就是后来的忠懿王。吴延福官至台州刺史。後周广顺二年（952年），丞相裴坚去世后，忠懿王以舅父吴延福同参相府事。后来遥领宁国军节度使。北宋建隆元年（960年），因为有罪，除名配外郡。